# Back to Me (Of Mice & Men)
Back to Me è un singolo del gruppo musicale statunitense Of Mice & Men, pubblicato il 22 maggio 2017.

## La canzone
Parlando del brano, il cantante e bassista Aaron Pauley ha detto:

## Video musicale
Il video ufficiale del brano, pubblicato il 22 maggio 2017, consiste nel montaggio di diverse riprese del gruppo durante i suoi primi spettacoli dal vivo senza il cantante Austin Carlile, tenutisi nella primavera del 2017.

## Tracce
1. Back to Me – 3:18

## Classifiche
| Classifica (2017)             | Posizione massima |
| ----------------------------- | ----------------- |
| Stati Uniti (mainstream rock) | 32                |

## Formazione
- Aaron Pauley – voce, basso
- Phil Manansala – chitarra solista
- Alan Ashby – chitarra ritmica
- Valentino Arteaga – batteria, percussioni